# Prima Divisione 1942-1943
La Prima Divisione fu il massimo campionato regionale di calcio disputato in Italia nella stagione 1942-1943.
Fu il quarto livello della XLIII edizione del campionato italiano di calcio.
La Prima Divisione fu organizzata e gestita dai Direttori Regionali di Zona.
Le finali per la promozione in Serie C erano gestiti dal Direttorio Divisioni Superiori (D.D.S.) che aveva sede a Roma, ma per questa stagione non furono organizzati e fatti disputare.
Le finali furono disputate solo a livello di Direttorio di Zona attribuendo i relativi titoli regionali. Alle squadre promosse in Serie C grazie a queste finali fu riconosciuto dalla FIGC il titolo sportivo per la partecipazione al campionato di Serie C 1945-1946.

## Campionati
- Prima Divisione Abruzzi e Molise 1942-1943 (XII Zona).
- Prima Divisione Basilicata 1942-1943 (XV Zona). Non fu disputato.
- Prima Divisione Calabria 1942-1943 (XVI Zona). Non fu disputato.
- Prima Divisione Campania 1942-1943 (XIII Zona)
- Prima Divisione Emilia-Romagna 1942-1943 (VII Zona)
- Prima Divisione Lazio 1942-1943 (XI Zona)
- Prima Divisione Liguria 1942-1943 (VI Zona)
- Prima Divisione Lombardia 1942-1943 (II Zona)
- Prima Divisione Marche 1942-1943 (IX Zona)
- Prima Divisione Piemonte-Valle d'Aosta 1942-1943 (I Zona)
- Prima Divisione Puglia 1942-1943 (XIV Zona)
- Prima Divisione Sardegna 1942-1943 (XVIII Zona)
- Prima Divisione Sicilia 1942-1943 (XVII Zona). Non fu disputato per ordine militare.
- Prima Divisione Toscana 1942-1943 (VIII Zona)
- Prima Divisione Umbria 1942-1943 (X Zona)
- Prima Divisione Veneto 1942-1943 (III Zona)
- Prima Divisione Venezia Giulia 1942-1943 (V Zona)
- Prima Divisione Venezia Tridentina 1942-1943 (IV Zona)

Colonie
- Prima Divisione Cirenaica 1942-1943 (XX Zona). Non fu disputato.
- Prima Divisione Egeo e Rodi 1942-1943 (XXII Zona). Non fu disputato.
- Prima Divisione Somalia 1942-1943 (XXI Zona). Non fu disputato.
- Prima Divisione Tripolitania 1942-1943 (XIX Zona). Non fu disputato.

## Quadro riepilogativo nazionale
| Regione            | Promossa in Serie C                      | Ammessa in Serie C |
| ------------------ | ---------------------------------------- | --- |
| Abruzzi            | ???                                      | |
| Basilicata         | Nessuna promossa                         | |
| Calabria           |                                          | |
| Campania           | ???                                      | |
| Emilia-Romagna     | Sez. Calcio G.I.L. Fidenza               | |
| Lazio              | Nessuna promossa                         | |
| Liguria            | ???                                      | |
| Lombardia          | S.C. Finese U.S. Medese Sondrio Sportiva | Amatori C.Besozzo, S.S. Audace Osnago, Calciatori Bustesi, A.C. Cassano, U.S. Clarense, C.S. Falco, U.S. Fiorenzuola, A.S. Mariano Comense, U.S. Melegnanese, A.C. Mortara, S.S. Olubra, A.C. Parabiago, A.S. Pro Broni, G.S. Pro Palazzolo, G.S. Pro Romano A.C. Rhodense, Sant'Angelo Sportiva, S.S. Sommese, U.S. Soresinese, S.G. Stradellina, U.S. Tiranese, C.S. Trevigliese, U.S. Vimercatese |
| Marche             |                                          | |
| Piemonte-V.d'Aosta |                                          | |
| Puglia             |                                          | |
| Sardegna           | Nessuna promossa                         | Regione disconnessa dall’Italia per ordine militare |
| Sicilia            | Nessuna promossa                         | Tornei interrotti per ordine militare |
| Toscana            |                                          | |
| Umbria             |                                          | |
| Veneto             |                                          | |
| Venezia Giulia     | S.C. XXI Settore (Tolmino)               | |
| Venezia Tridentina |                                          | |